# Emilie Schindler
Emilie Schindler (geboren als Emilie Pelzl) (Maletín, 22 oktober 1907 – Strausberg, 5 oktober 2001) was een Sudeten-Duitse vrouw die samen met haar echtgenoot Oskar Schindler ongeveer 1200 joden redde tijdens de Tweede Wereldoorlog. In 1994 werd zij door Yad Vashem onderscheiden als een rechtvaardige onder de Volkeren.

## Biografie
Emilie Pelzl werd geboren in het dorpje Alt-Moletein, tegenwoordig Maletín (gelegen in de huidige Tsjechische regio Olomouc). Haar ouders hadden een boerenbedrijf. In 1928 ontmoette zij Oskar Schindler voor het eerst, toen deze elektrische motoren aan haar vader kwam verkopen. Na zes weken traden zij in het huwelijk en nam ze de naam van haar man aan.
In 1938 werd de toen werkloze Schindler lid van de NSDAP. Daarop kreeg hij de leiding van een email- en munitiefabriek in Krakau. Al snel zag hij het wrede karakter van het naziregime in. De Schindlers begonnen hun joodse werknemers te beschermen, onder andere door het omkopen van SS'ers. Emilie Schindler zorgde ook voor zieken in het "Arbeitslager" in Brněnec. 
In mei 1945, toen het Rode Leger naderde, vluchtten de Schindlers. Zij kwamen uiteindelijk in Buenos Aires terecht, waar zij als boeren werkten. Oskar Schindler keerde in 1957 bankroet terug naar Duitsland, waar hij in 1974 stierf. Zijn vrouw bleef in Argentinië achter. 
Zij kwam in de publieke belangstelling toen Steven Spielberg in 1993 de film Schindler's List uitbracht, waarin haar rol wordt gespeeld door Caroline Goodall. Met Goodall bezocht zij in 1993 het graf van haar man in Jeruzalem. 
In 2001 bracht zij een bezoek aan Duitsland. Nadat zij een beroerte had gehad overleed zij, kort voor haar 94e verjaardag.
Emilie Schindler is begraven in Waldkraiburg. Op haar grafsteen staat een spreuk uit de Misjna: Wer einen Menschen rettet, rettet die Ganze Welt (Wie één mens redt, redt de hele wereld.)